# Блиев, Назарбай Кадырович
Назарба́й Кады́рович Бли́ев (род. 15 сентября 1935, Жаркамыс, КазАССР) — советский и казахстанский математик, специалист в области теории обобщенных аналитических функций, краевых задач математической физики и сингулярных интегральных уравнений, академик НАН РК.

## Биография
Родился 15 сентября 1935 года в посёлке Жаркамыс Байганинского района Актюбинской области.
В 1952 году поступил на математическое отделение физико-математического факультета КазГУ им. С. М. Кирова (ныне КазНУ им. аль-Фараби), который окончил в 1957 году. Затем до 1960 года работал преподавателем в Гурьевском пединституте.
В 1960 году поступил в аспирантуру Математического института АН СССР. В 1965 году защитил кандидатскую диссертацию «О существовании аналитических решений у вырождающихся эллиптических систем в окрестности точки вырождения».
С 1963 года научная деятельность связана с Институтом математики и механики Академии Наук Казахской ССР. В 1988—2000 годы директор Института математики.
В 1979 году защитил докторскую диссертацию в МИАН СССР на тему «Эллиптические системы первого порядка на плоскости в дробных пространствах и краевые задачи»
Среди его прямых учеников — 22 кандидата и 3 доктора наук.
В 1985 году Блиев получил звание профессора, В 1989 году избран членом-корреспондентом АН Казахской ССР, а в 2003 году становится академиком НАН РК. 

## Награды
Награждён Почётной грамотой Верховного Совета КазССР (1976), медалью «10 лет Независимости Республики Казахстан» (2001), Орденом «Курмет» (2015).
В 1998 году присвоено почётное звание «Заслуженный деятель науки и техники РК», в 1999 году удостоен Международной премии Хорезми первой степени.

## Научные труды
Опубликовал более 120 научных работ. В их числе:
- монография «Обобщённые аналитические функции в дробных пространствах» (Алма-Ата, Наука, 1985), которая была переиздана в международной серии «Питмановские монографии и исследования по теоретической и прикладной математике» на английском языке «Generalized analytic functions in fractional Spaces» (USA, Addison Wesley Longman inc., 1997).